# Hans Löber
Hans Löber (* 4. April 1900 in Neidhartshausen, Rhön; † 27. Januar 1978 in Wertheim) war ein deutscher Glasphysiker und Gründer des Glasmuseums Wertheim.

## Leben und Wirken
Löber wuchs im thüringischen Ilmenau als ältestes Kind eines Pfarrers auf. Er studierte Physik in Jena. Nach seiner Promotion arbeitete er an der Physikalisch-Technischen Reichsanstalt in Berlin. 1928 übernahm er die Leitung der Landesfachschule für Glasinstrumententechnik in Ilmenau. 1930 trat er in die Leitung der Thüringischen Glasinstrumentenfabrik Alt, Eberhardt und Jäger ein und wurde 1934 deren Geschäftsführer. Danach wechselte er zum Glaseichamt. In der Sowjetischen Besatzungszone wurde er zu einer mehrmonatigen Gefängnisstrafe verurteilt. Aufgrund der politischen Lage flüchtete er 1949 in den Westen und ließ sich in Wertheim nieder. Mit Carl Zitzmann und den Brüdern Friedrichs und Rudolf Brand begründete er die dortige Glashütte und war von 1949 bis 1968 geschäftsführender Gesellschafter des Glaswerkes Wertheim, das durch seine Laborglasherstellung bekannt wurde (heute DWK Life Sciences).
1964 stiftete er das Westfenster Heilung des Blinden von Charles Crodel in der Martin-Luther-Kirche (Bestenheid). Er war Mitbegründer der Wertheimer Bundesfachschule für Glasinstrumententechnik und rief 1967 die Ilse-Reinhart-Stiftung ins Leben, die seit 1999 Ilse-Reinhart-Löber-Stiftung heißt. Von 1959 bis 1971 war er Gemeinderatsmitglied für die CDU in Wertheim. 1976 gründete er das Glasmuseum Wertheim. Löber wurde 1975 Ehrenbürger der Stadt Wertheim.

## Publikation
- Guttrolfe, Formgebung und Herstellungstechnik. In: Glastechnische Berichte. Band 39, Nr. 12, 1966, S. 539–548.
- mit Friedrich Holl: Poesie des Glases. Lob des Glases. Lied der Arbeit. Geist des Glases. 3., erw. Auflage. Selbstverlag, Zwiesel 1983, OCLC 74786849.
- 20 Jahre Glas in Wertheim. Selbstverlag, Wertheim 1970, OCLC 315747036.